# Wołodymyr Bahdasarow
Wołodymyr Hryhorowycz Bahdasarow, ukr. Володимир Григорович Багдасаров, ros. Владимир Григорьевич Багдасаров, Władimir Grigorjewicz Bagdasarow (ur. 2 sierpnia 1929 w Kamjanśkie, w obwodzie dniepropetrowskim, Ukraińska SRR, zm. 15 lipca 2010 w Dnieprodzierżyńsku, Ukraina) – ukraiński piłkarz, grający na pozycji obrońcy lub pomocnika, trener piłkarski.

## Kariera piłkarska
W 1954 rozpoczął karierę piłkarską w drużynie Chimik Dnieprodzierżyńsk, w którym zakończył karierę piłkarza w roku 1959.

## Kariera trenerska
Karierę szkoleniowca rozpoczął po zakończeniu kariery piłkarza. Najpierw pomagał trenować Dniproweć Dnieprodzierżyńsk. W 1978 prowadził Kołos Pawłohrad, a w 1979 stał na czele Metałurha Dnieprodzierżyńsk. Potem pracował w dnieprodzierżyńskim klubie na stanowisku dyrektora technicznego, a od 9 maja do 4 czerwca 1980 ponownie prowadził Metałurh. Potem przez wiele lat szkolił dzieci w Szkole Sportowej.